# Carl Faber (Politiker)

Carl Faber

Carl August Wilhelm Faber (* 14. Januar 1859 in Crailsheim; † 25. Oktober 1910 in München) war ein deutscher Fabrikbesitzer und Mitglied des Reichstags des Deutschen Kaiserreichs.

## Leben
Faber besaß eine Spinnerei in Forchheim. Am 22. August 1902 gewann er als Kandidat der Nationalliberalen Partei eine Ersatzwahl im Reichstagswahlkreis Oberfranken 3 (Forchheim, Kulmbach, Pegnitz, Ebermannstadt) und gehörte dem Reichstag bis zum Ende der Legislaturperiode im Jahre 1903 an. 1908 übersiedelte er nach München. Er gehörte von 1907 bis zu seinem Tod dem Zentralvorstand der Nationalliberalen Partei an.